# (8719) Vesmír
(8719) Vesmír, désignation internationale (8719) Vesmir, est un astéroïde de la ceinture principale.

## Description
(8719) Vesmir est un astéroïde de la ceinture principale. Il fut découvert le 11 novembre 1995 à l'Observatoire Kleť par l'Observatoire Kleť. Il présente une orbite caractérisée par un demi-grand axe de 2,64 UA, une excentricité de 0,20 et une inclinaison de 11,9° par rapport à l'écliptique.

## Compléments